# Třebíč
Třebíč (in tedesco Trebitsch) è una città della Repubblica Ceca, capoluogo del distretto omonimo, nella regione di Vysočina.
Dal 2003 il quartiere ebraico e la basilica di San Procopio sono inseriti tra i patrimoni dell'umanità dell'UNESCO.

## Il monastero-castello

Mappa che mostra l'espansione delle aree abitate di Třebíč (in grigio) dalla costituzione del monastero benedettino a oggi

Si tratta di un castello rinascimentale, frutto della ricostruzione di un precedente monastero benedettino, avvenuta nella seconda metà del XVI secolo.  Del precedente edificio monastico sopravvive la chiesa, intitolata a san Procopio di Sázava nel 1704.
Il castello, di proprietà della famiglia Waldstein, fu poi rinnovato in stile barocco tra il XVII e il XVIII secolo.
L'interno è oggi adibito a museo: sono allestite esposizioni di minerali, moldaviti, pipe, presepi decorati, arte popolare della regione del Podhorácko, e un percorso didattico documentante la preistoria, la storia medievale e moderna della regione di Třebíč.

## Il quartiere ebraico
Il quartiere ebraico copre un'area di 4,4 ettari, ed è limitato a sud dal fiume Jihlava e a nord da una collina. Oltre la collina si trova il cimitero ebraico.

## Amministrazione

### Gemellaggi
- Oschatz
- Lilienfeld
- Humenné
- Celldömölk
- Pavlovsk
- Rakhiv
- Jēkabpils

## Galleria d'immagini

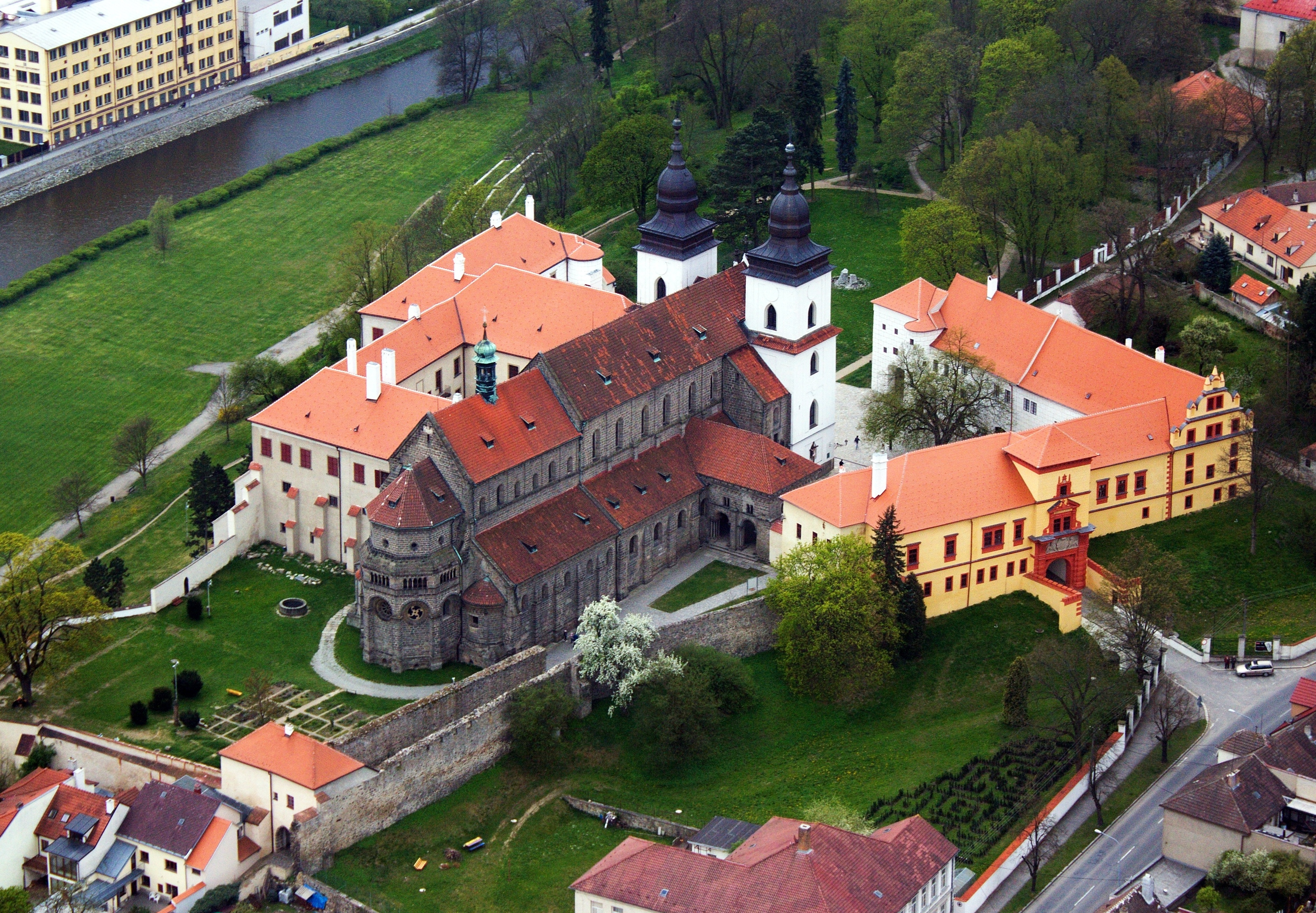
Il complesso del castello-monastero, con la basilica di San Procopio
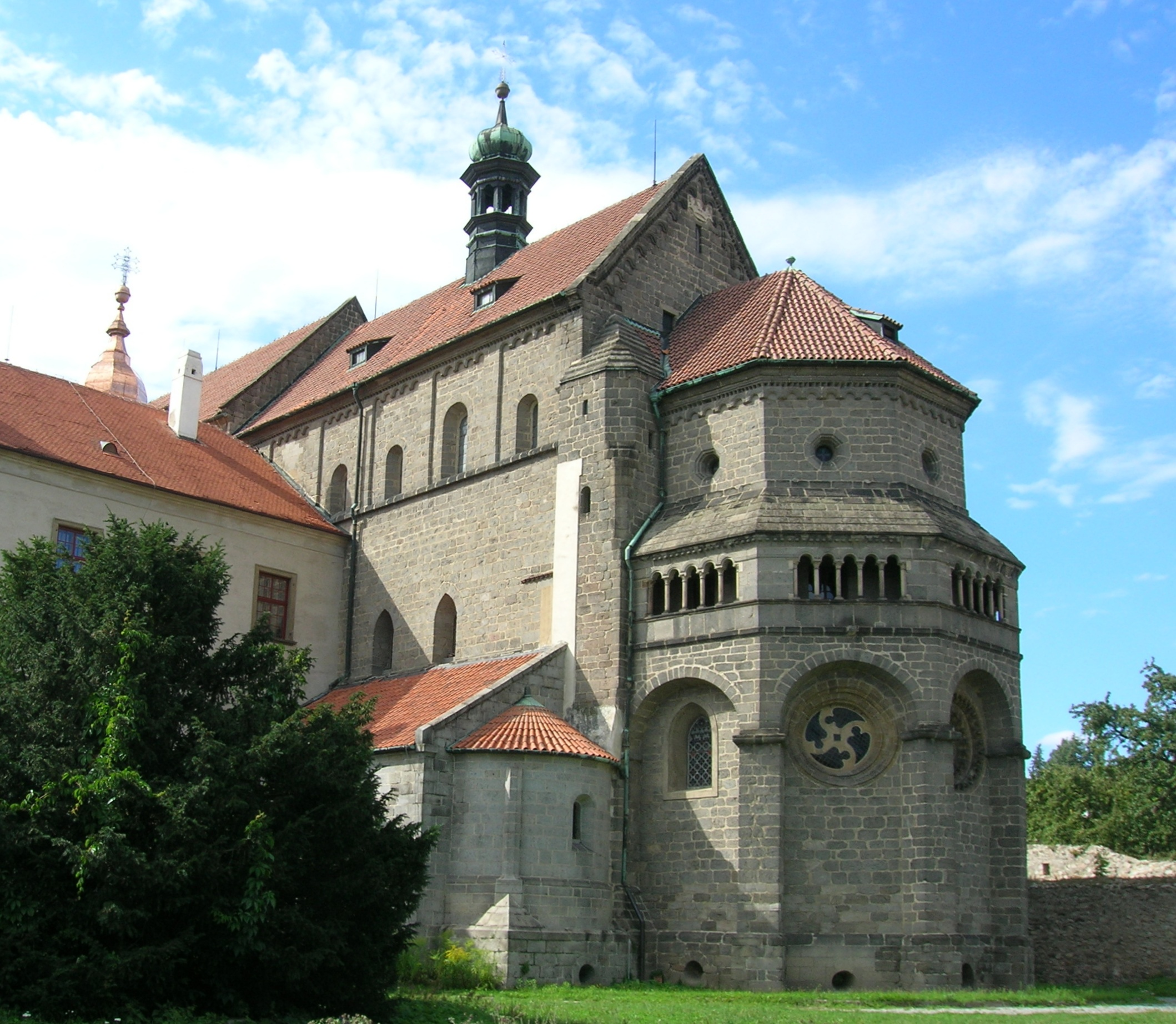
La basilica di San Procopio
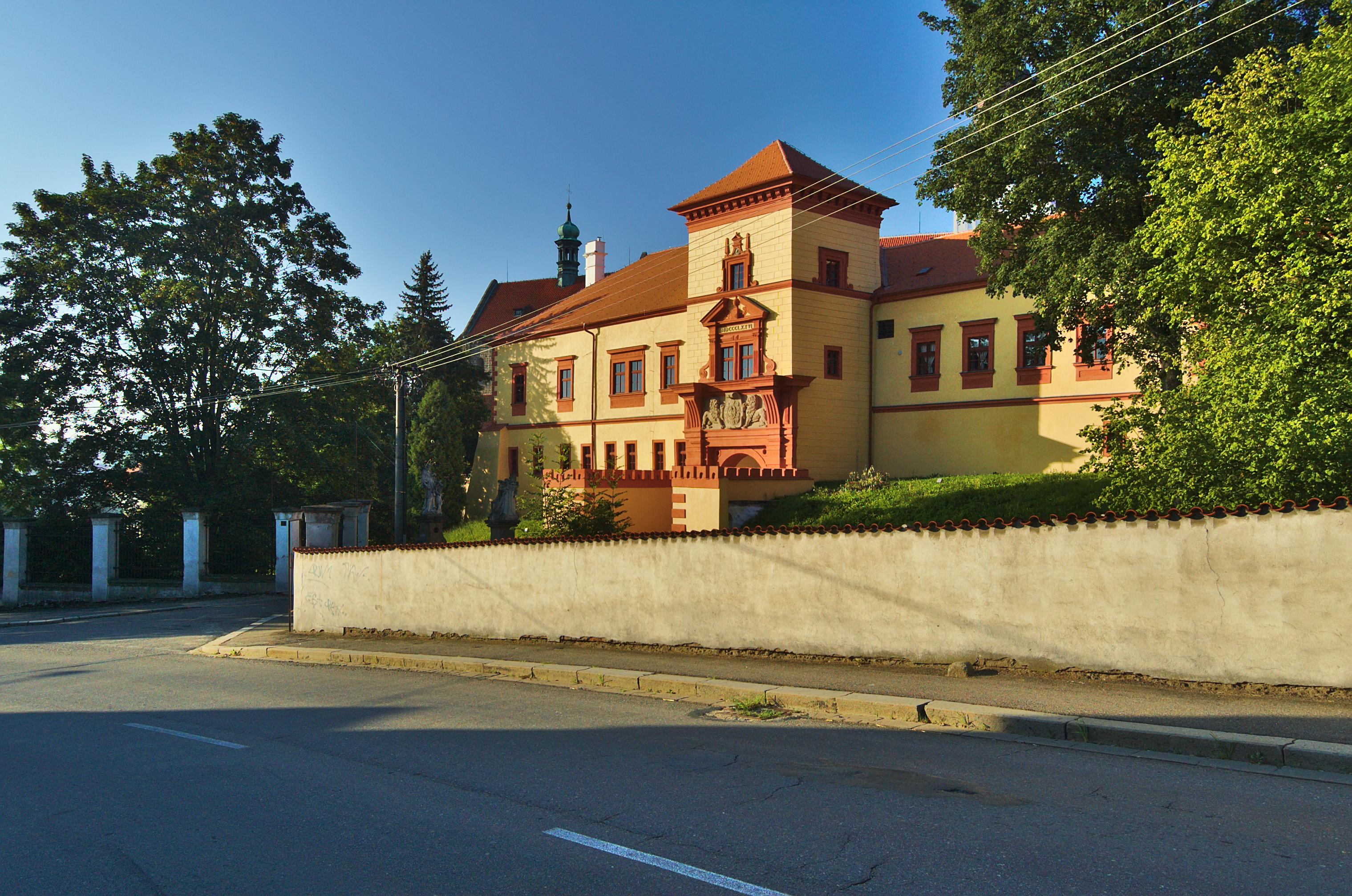
La facciata del castello
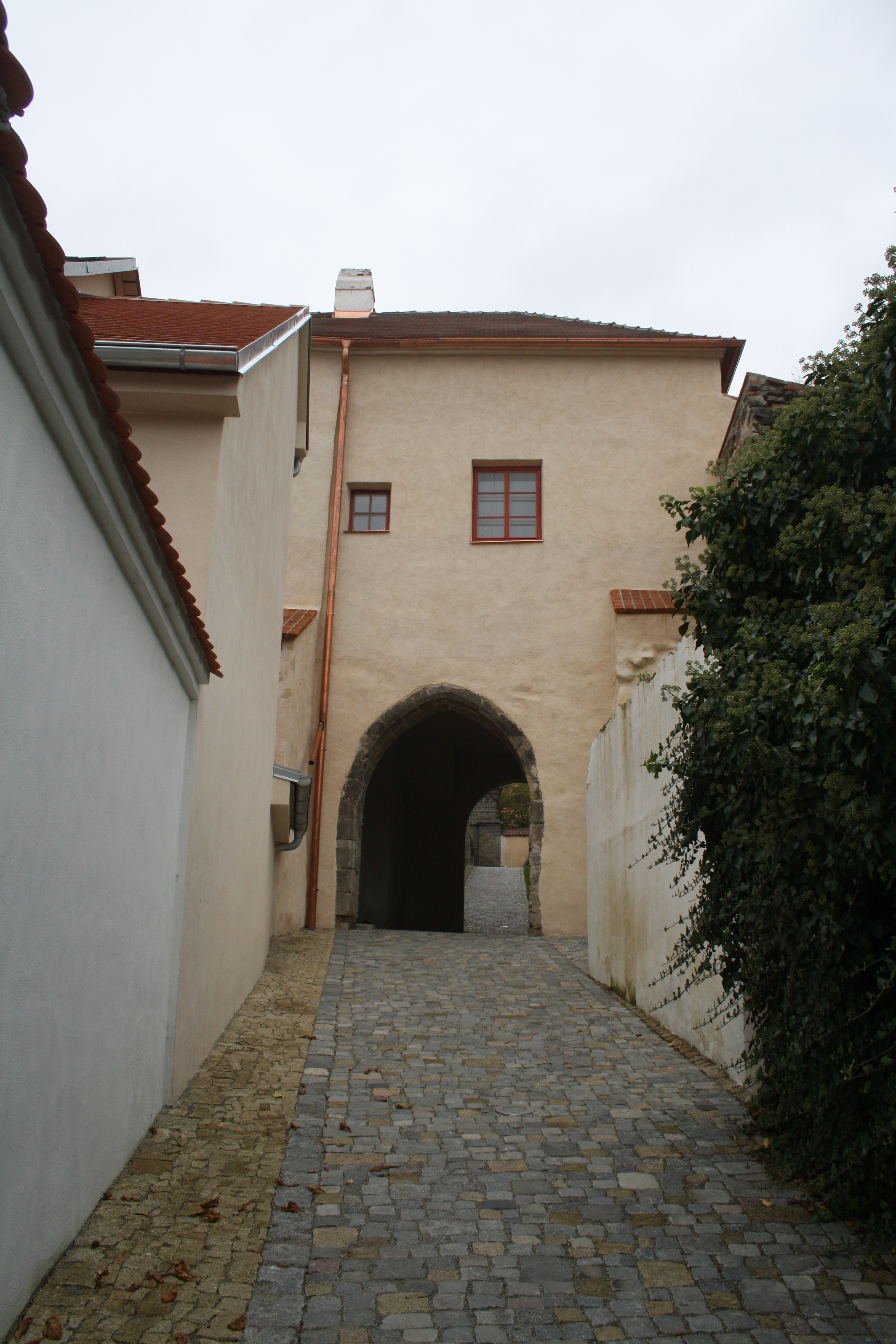
Portale di accesso al monastero
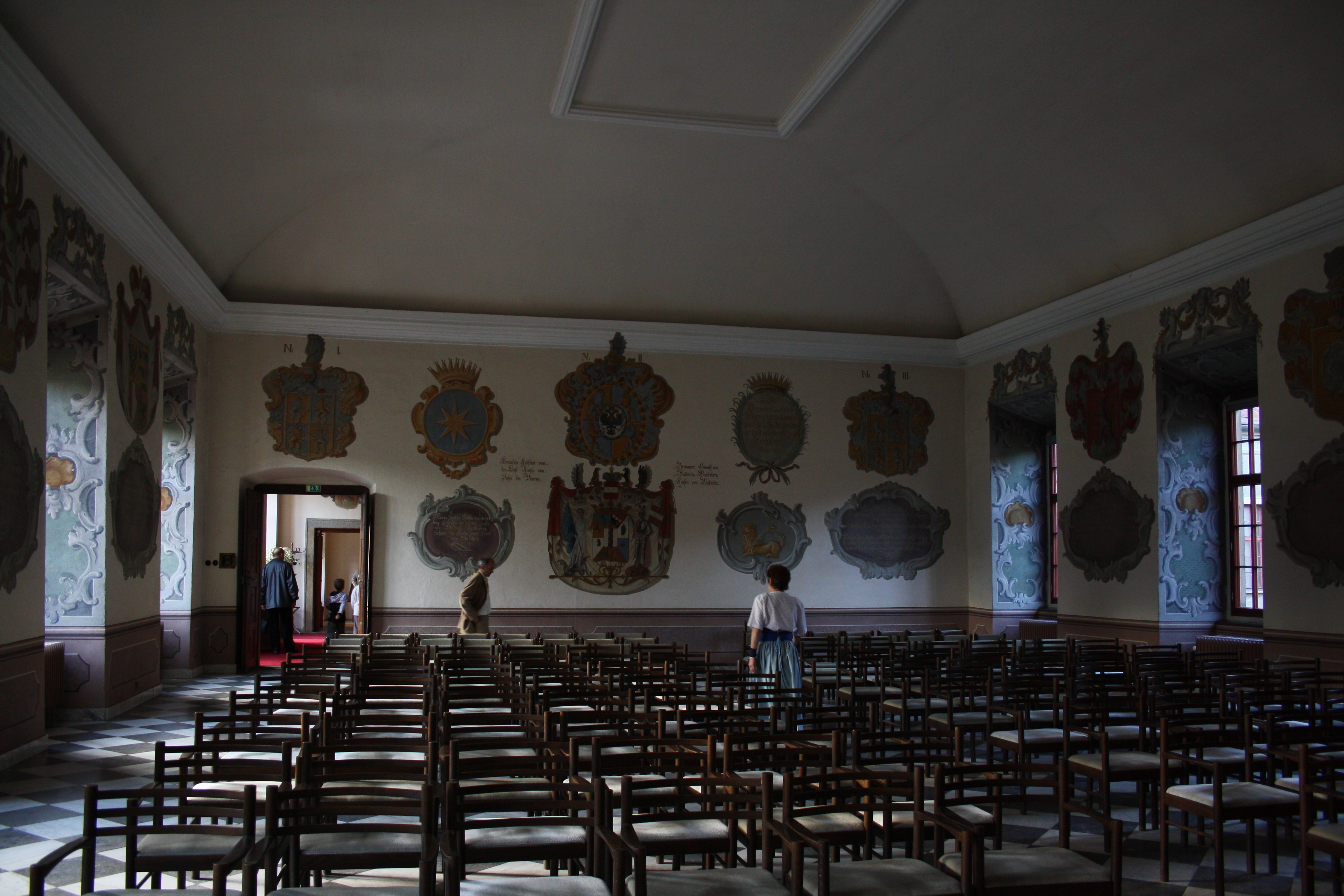
Sala degli stemmi
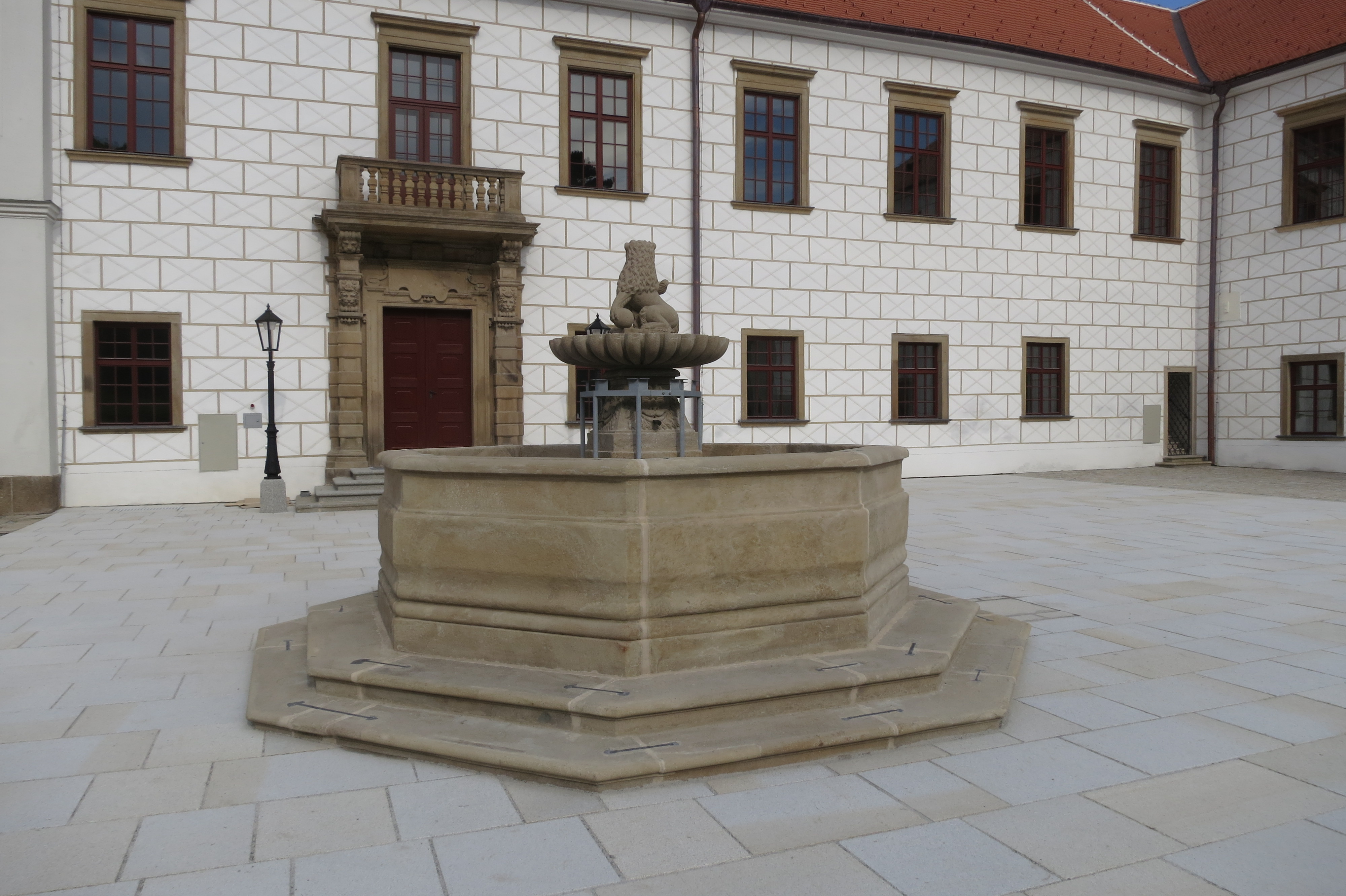
Fontana nel cortile
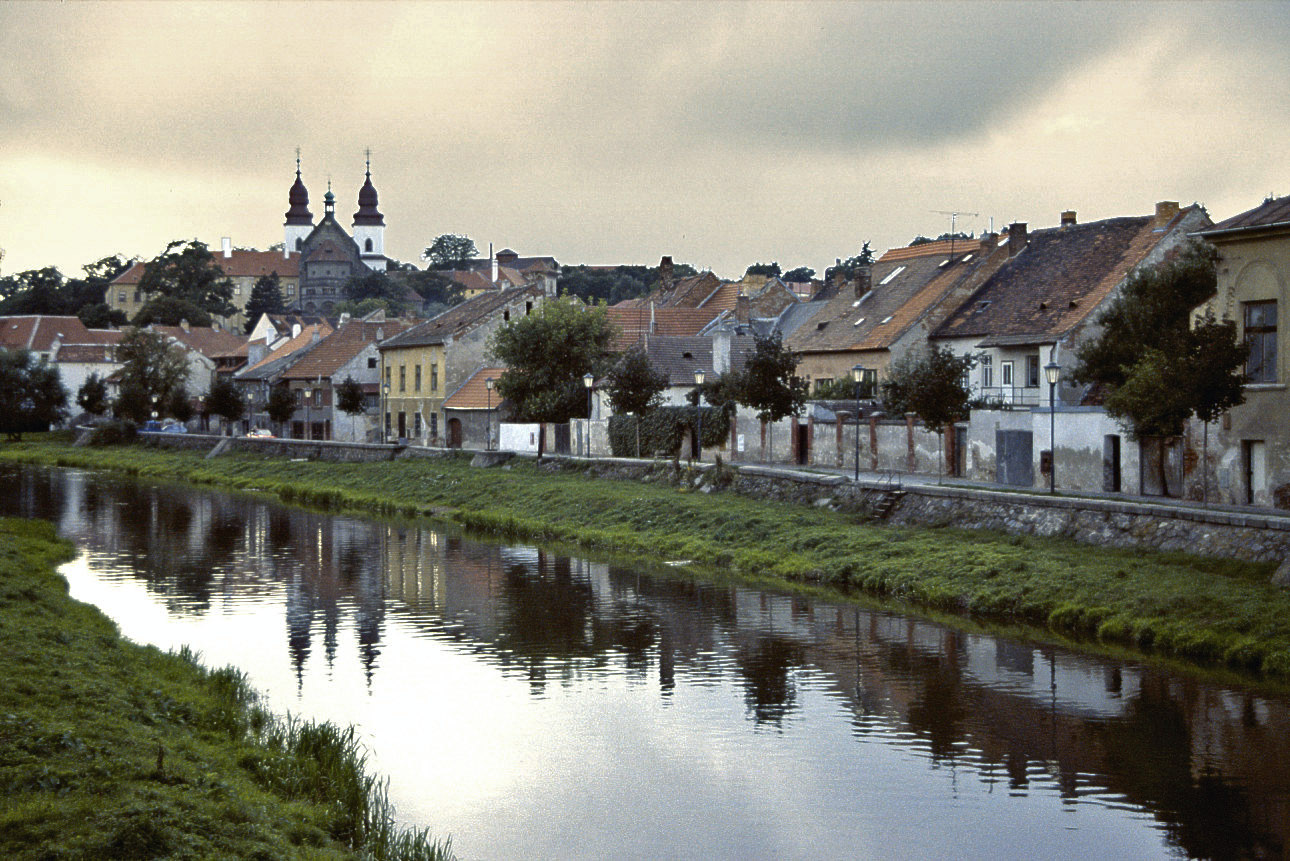
Il quartiere ebraico
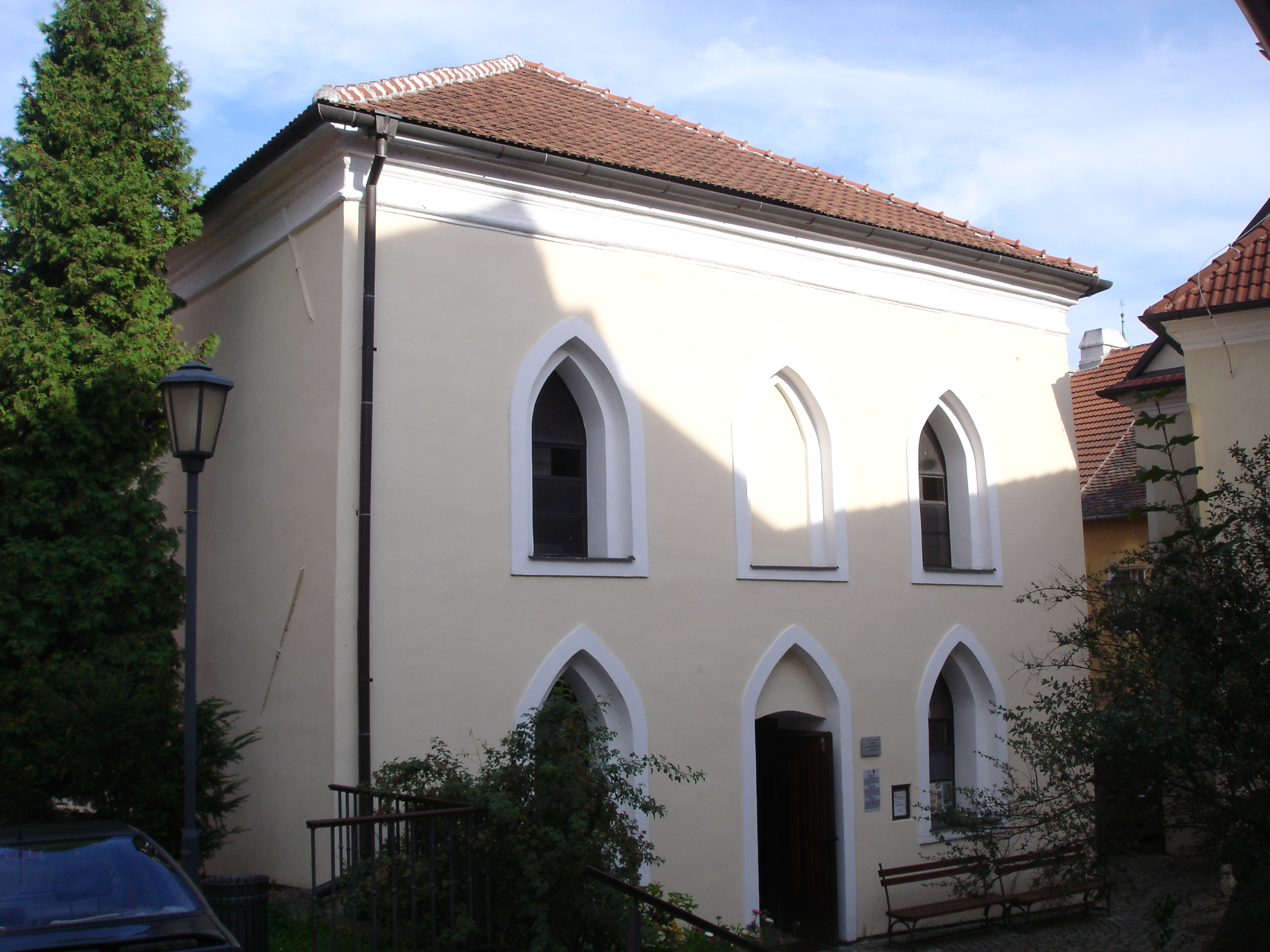
La sinagoga antica (Přední), oggi chiesa evangelica
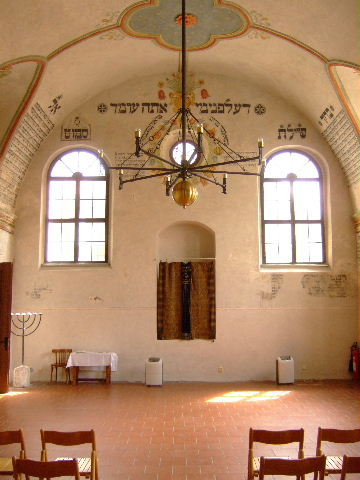
Interno della sinagoga Zadní